# Мельников, Сергей Фролович
Сергей Фролович Мельников (1911—1944) — Герой Советского Союза (1990, посмертно), заместитель командира 155-го гвардейского штурмового Киевского Краснознамённого авиационного полка по политической части 9-й гвардейской штурмовой авиационной Красноградской Краснознамённой дивизии 1-го гвардейского штурмового авиационного корпуса 2-й воздушной армии 1-го Украинского фронта, гвардии подполковник.

## Биография
Родился 22 июня (5 июля по новому стилю) 1911 года на хуторе Кондаков Области Войска Донского, ныне Константиновского района Ростовской области, в крестьянской семье. Русский.
Окончил 4 класса и курсы при райколхозсоюзе в станице Константиновская Ростовской области. Работал заместителем председателя колхоза. После службы в Красной Армии с 1931 по 1933 годы был чернорабочим на одном из заводов в городе Ростов-на-Дону.
В августе 1934 года вновь призван в Красную Армию. Член ВКП(б) с 1937 года. В 1937 году окончил Сталинградскую военную авиационную школу лётчиков, по окончании которой был направлен командиром звена истребителей в бригаду ПВО в воинскую часть в село Горохово Ленинградской области. В 1939 году участвовал в освобождении Западной Белоруссии. Также принимал участие в советско-финляндской войне 1939—1940 годов. В 1941 году окончил Военно-политическую академию имени В. И. Ленина. В боях Великой Отечественной войны с июня 1941 года.
3 сентября 1944 года гвардии подполковник Мельников С. Ф. повёл группу штурмовиков в район польского города Змигруд-Новы. После выполнения боевой задачи экипаж Мельникова не вернулся на свой аэродром. Его «Ил-2» был сбит над целью в двух километрах западнее Змигруд-Новы прямым попаданием снаряда и врезался в землю.
В тот же день Мельников Сергей Фролович был похоронен в городе Змигруд-Новы (район Осик).

## Память
- Бюст Мельникова Сергея Фроловича установлен на хуторе Кондаков. На пьедестале закреплена мемориальная доска с выбитой надписью: «Герой Советского Союза Сергей Фролович Мельников. 1911—1944». Архитектором бюста является Е. А. Вражникова[1].

## Награды
- Указом Президента СССР от 5 мая 1990 года за образцовое выполнение боевых заданий командования на фронте борьбы с немецко-фашистскими захватчиками и проявленные при этом мужество и героизм гвардии подполковнику Мельникову Сергею Фроловичу посмертно присвоено звание Героя Советского Союза.
- Награждён двумя орденами Красного Знамени 29.04.1943 и 22.10.1944, орденами Александра Невского 25.04.1944, Отечественной войны 2-й степени 11.10.1943, Красной Звезды, а также медалями, среди которых медаль «За отвагу».